# Onda negra
Onda negra (em servo-croata:  Црни талас, Crni talas) é um termo genérico para um movimento cinematográfico iugoslavo dos anos 1960 e início dos anos 1970. Diretores notáveis incluem Dušan Makavejev, Žika Pavlović, Saša Petrović, Želimir Žilnik, Mika Antić, Lordan Zafranović, Mića Popović e Marko Babac. Seus filmes são conhecidos por sua abordagem não tradicional da produção cinematográfica, seu humor negro e seu exame crítico da sociedade iugoslava da época.
A onda negra é um dos movimentos cinematográficos de maior sucesso e reconhecimento internacional do sudeste da Europa, junto da Nova Onda Romena dos anos 2000. Os filmes da onda ganharam uma infinidade de reconhecimento internacional, incluindo um Urso de Ouro, Urso de Prata de Melhor Diretor, Grande Prêmio de Cannes, seis indicações para a Palma de Ouro de Cannes e quatro indicações para o Oscar de Melhor Longa-Metragem Internacional, com o sucesso continuando por meio de diretores emergentes da onda, incluindo duas Palmas de Ouro nas décadas de 1980 e 1990. Atualmente, vários dos filmes são considerados clássicos do cinema mundial e foram lançados como parte de coleções influentes como a Criterion Collection nos Estados Unidos.

## História
No início da década de 1960, a Iugoslávia produziu mais filmes do que nunca. As exportações dispararam durante este período de intensa criatividade e experimentação. Os cineastas estavam ligados por um desejo comum de aumentar a liberdade de expressão artística e de reformar a linguagem cinematográfica. Os cineastas queriam o direito de mostrar o lado mais sombrio da psique humana e de criticar abertamente a política do Estado socialista. Essa corrente ganhou atenção internacional, além de provocar fortes controvérsias na Iugoslávia. A liberalização da forma e da expressão do filme atingiu seu ápice em 1967-1968.
Nos anos seguintes, a contra-ofensiva ao novo movimento se intensificou. Os filmes negros foram criticados por sua visão pessimista sobre o desenvolvimento socialista iugoslavo e o liberalismo em geral, bem como por sua valorização das tendências anarquistas e individualistas da sociedade. Os ataques ao movimento podem ser vistos como um resultado natural dos desenvolvimentos políticos mais amplos da época. Eventualmente, isso levou à proibição de filmes selecionados e alguns diretores foram forçados a deixar o país.

## Indivíduos e filmes notáveis
Aleksandar "Saša" Petrović foi uma das principais figuras da Onda Negra iugoslava. Ele tornou o movimento conhecido na Iugoslávia e no exterior. Duas de suas obras foram nomeadas para o Oscar de Melhor Filme Estrangeiro: Tri em 1966, e I Even Met Happy Gypsies em 1967.
O filme Primeiros Trabalhos, Želimir Žilnik (1969), mostra as principais tendências da Onda Negra iugoslava: formas incomuns, métodos polêmicos, preocupações sócio-críticas, ideologia de oposição e um final fatalista. Ao mesmo tempo, o filme levou o escritor e jornalista Vladimir Jovičić (que insistia na posição da linha tradicional do partido comunista) a escrever um artigo "A onda negra no nosso cinema" (Crni talas u našem filmu), publicado em Borba, em 3 de agosto de 1969, que cunhou o próprio termo “Onda Negra”. O contra-ataque oficial contra a onda negra iugoslava começou com este filme e este artigo.
Dušan Makavejev é considerado o líder dos cineastas da Onda. Seu filme de maior sucesso foi a sátira política de 1971 WR: Mysteries of the Organism, que dirigiu e escreveu. O filme foi proibido e Makavejev fugiu do país, não trabalhando lá novamente até 1988. Ele fez Sweet Movie no Canadá, Holanda e França. É proibido em vários países  até hoje.

Embora os melhores diretores e filmes da onda negra fossem sérvios, o cinema croata também fez parte desse processo. O mais importante clássico da onda negra da Croácia é Handcuffs (Lisice, 1969, de Krsto Papić), primeiro produto de arte mostrando os segredos da separação entre Josip Broz Tito e Joseph Stalin em 1948.